# Party Everyday
"Party Everyday" é uma canção do cantor e drag queen brasileiro Grag Queen, gravada para seu primeiro álbum de estúdio. A canção foi lançada para download digital e streaming através da SB Music, como primeiro single do álbum em 17 de março de 2022.

## Lançamento e promoção
A divulgação do single começou com publicações de Grag nas redes sociais anunciando o próximo single do seu primeiro álbum de estúdio intitulado Party Everyday. Grag explicou em coletiva de imprensa que compôs a canção após sair como campeão da primeira temporada do reality show norte-americano Queen of the Universe e queria celebrar a oportunidade que teve com o programa, mesmo se não ganhasse o reality. Segundo Grag, o principal objetivo do novo single é comemorar e ter um respiro de esperança, mesmo sendo uma drag queen, LGBTQIA+ e morando no Brasil, um país onde mais mata essa comunidade. "Party Everyday" foi lançada para download digital e streaming como o primeiro single do álbum em 17 de março de 2022.

## Videoclipe
Dirigido por Vitin Allencar, o videoclipe foi gravado em São Paulo e mostra quatro pessoas que foram escolhidas por meio de um sorteio para viver uma experiência embarcando na disputadíssima "Grag Tour", que lhes dá a chance de conhecer a artista. A gravação do videoclipe contou com looks que reafirmam a estética high fashion explorada no Queen of the Universe. Este videoclipe foi marcado por ser o primeiro videoclipe com coreografia que Grag lançou. O videoclipe teve sua estreia um dia após o lançamento da canção das plataformas digitais.

## Apresentações ao vivo
Grag apresentou "Party Everyday" pela primeira vez no TVZ em 18 de abril de 2022. Em 22 de outubro, Grag performou a canção no Caldeirão com Mion. Em 22 de maio de 2023, Grag performou a canção no Eliana.

## Faixas e formatos
| Download digital / streaming |                            |         |  |
| N.º                          | Título                     | Duração |  |
| 1.                           | "Party Everyday"           | 2:17    |  |
| 2.                           | "Party Everyday (Ao Vivo)" | 2:24    |  |

## Desempenho comercial
No TikTok, a canção já foi utilizado em mais de 270 mil vídeos da plataforma, resultando na escolha da canção para estar no TikTok Drag Sync, uma competição de dublagem que escolheria a nova drag queen ícone do lip sync brasileiro, Grag fez parte do painel de jurados junto de outras grandes drag queens brasileiras como Diego Martins, Silvetty Montilla, Bianca DellaFancy e Lia Clark. Com o sucesso na rede social, a canção atingiu o #26 no Top 30 Gay Brasil no Spotify Brasil.

## Histórico de lançamento
| Região | Data                | Formato(s)                 | Gravadora(s) | Ref.  |
| ------ | ------------------- | -------------------------- | ------------ | ----- |
| Várias | 17 de março de 2022 | Download digital streaming | SB Music     | [ 3 ] |